# Toni Wirsing
Toni Wirsing (Chemnitz, 10 luglio 1990) è un pilota motociclistico tedesco.

## Carriera
Il suo primo importante successo fu la conquista nel 2003 della vittoria nel "Red Bull Rookies", un circuito di gare organizzato dall'ADAC (l'Automobile Club tedesco) e dalla Honda per cercare e valorizzare giovani motociclisti che vengono poi seguiti e sostenuti negli anni successivi della loro carriera; nel trofeo, Wirsing si è imposto in quattro delle otto gare disputate. Nel 2004 e nel 2005 corre il campionato Europeo Velocità nella classe 125 conquistando punti.
Per quanto riguarda le competizioni del motomondiale, ha avuto l'occasione di esordirvi grazie ad una wild card ottenuta per gareggiare nel Gran Premio motociclistico di Germania 2006 in classe 125 su una Honda; in questa occasione ha tagliato il traguardo in 32ª posizione. Nella stagione successiva ha partecipato al GP della Repubblica Ceca, sempre senza cambiare né classe né moto, classificandosi al 25º posto. Nel motomondiale 2008 è passato a competere in classe 250, partecipando a 4 gran premi e ottenendo i suoi primi punti validi per la classifica iridata grazie al 14º posto al traguardo del Gran Premio motociclistico di San Marino e della Riviera di Rimini 2008.
Nel 2009 e 2010 ha gareggiato nel campionato nazionale tedesco di velocità nella categoria della Superbike in sella ad una BMW S 1000 RR.

## Risultati nel motomondiale
| 2006 | Classe | Moto  |  |  |  |  |  |  |  |  |  |    |    |  |  |  |  |  |  |  | Punti | Pos. |
| ---- | ------ | ----- |  |  |  |  |  |  |  |  |  | -- | -- |  |  |  |  |  |  |  | ----- | ---- |
| 2006 | 125    | Honda |  |  |  |  |  |  |  |  |  | 32 | NE |  |  |  |  |  |  |  | 0     |      |

| 2007 | Classe | Moto  |  |  |  |  |  |  |  |  |  |  |    |    |  |  |  |  |  |  | Punti | Pos. |
| ---- | ------ | ----- |  |  |  |  |  |  |  |  |  |  | -- | -- |  |  |  |  |  |  | ----- | ---- |
| 2007 | 125    | Honda |  |  |  |  |  |  |  |  |  |  | NE | 25 |  |  |  |  |  |  | 0     |      |

| 2008 | Classe | Moto  |  |  |  |  |  |  |  |  |  |    |    |    |    |  |  |  |  |     | Punti | Pos. |
| ---- | ------ | ----- |  |  |  |  |  |  |  |  |  | -- | -- | -- | -- |  |  |  |  | --- | ----- | ---- |
| 2008 | 250    | Honda |  |  |  |  |  |  |  |  |  | 20 | NE | 20 | 14 |  |  |  |  | Rit | 2     | 25º  |

| Legenda | 1º posto        | 2º posto            | 3º posto            | A punti      | Senza punti        | Grassetto – Pole position Corsivo – Giro più veloce |
| Legenda | Gara non valida | Non qual./Non part. | Ritirato/Non class. | Squalificato | '-' Dato non disp. | Grassetto – Pole position Corsivo – Giro più veloce |